# La Inquisició a Catalunya

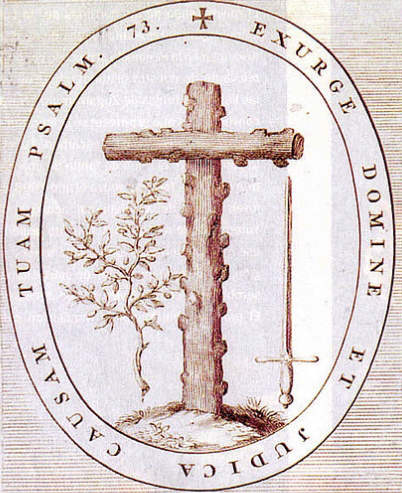
Escut de la Santa Inquisició: Exurge Domine et judica causam tuam(«Aixeca't, Senyor, i defensa la teva causa»).

La Inquisició a Catalunya designa l'activitat que va desenvolupar el Tribunal del Sant Ofici dins els territoris catalans, entre finals del segle XV i la seva abolició el 1834, amb l'objectiu de perseguir l'heretgia i controlar la dissidència religiosa.
Aquesta actuació formava part del sistema inquisitorial instaurat pels Reis Catòlics a la Corona de Castella l'any 1478, que posteriorment es va intentar estendre a la resta de territoris de la monarquia. A Catalunya, la seva implantació no fou immediata ni pacífica: va topar amb una forta oposició de les institucions catalanes, que consideraven que vulnerava el dret propi i la jurisdicció local. Un cop consolidat, el tribunal inquisitorial va exercir funcions de control religiós, repressió de dissidències i censura ideològica, perseguint principalment jueus conversos, protestants, moriscos i altres col·lectius considerats heterodoxos.

## Antecedents històrics

### Moviments herètics entre els segles XII i XIV
Entre els segles XII i XIV, a Catalunya, com a la resta d'Europa occidental, es van detectar diversos moviments religiosos que s'apartaven de l'ortodòxia catòlica i que van ser qualificats d'heretgies. Alguns d'aquests moviments pretenien un retorn a la puresa evangèlica o proposaven interpretacions alternatives de la fe, mentre que d'altres constituïen una crítica radical a l'Església i als seus fonaments doctrinals i institucionals.

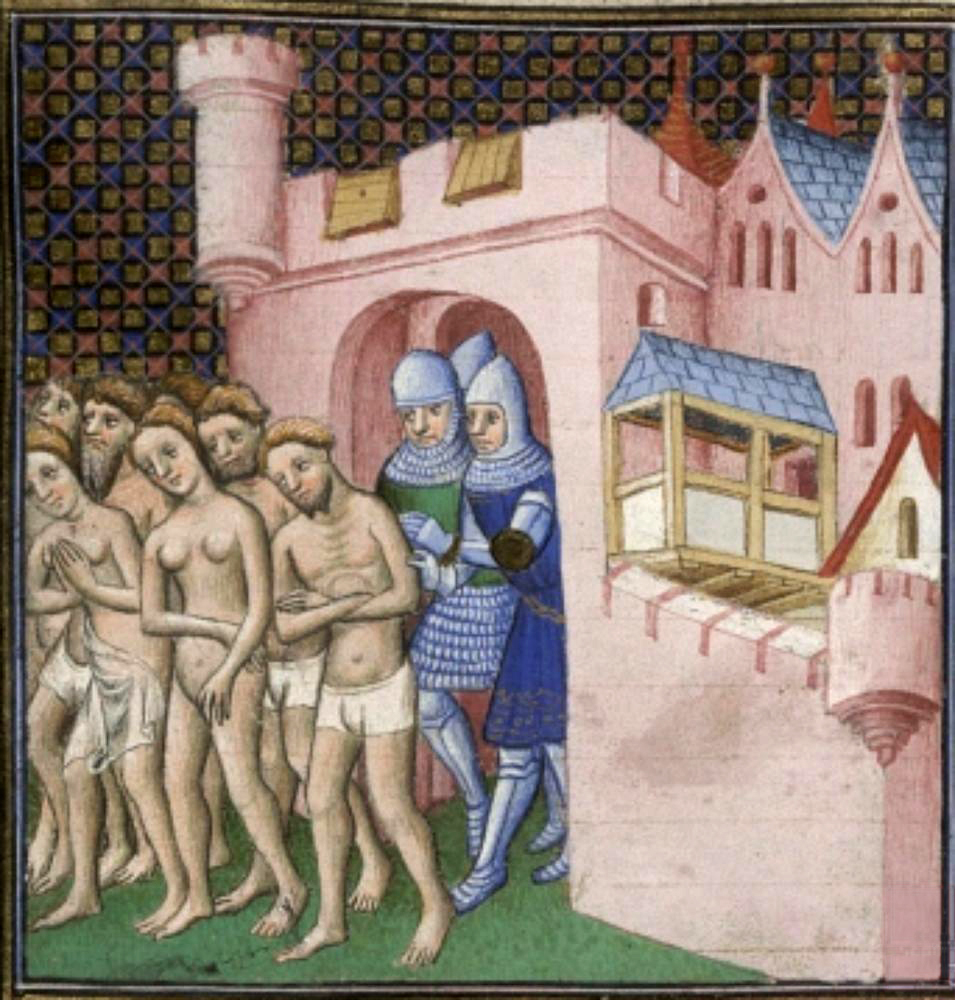
Càtars expulsats de Carcassona

El cas més rellevant fou el del catarisme, un moviment d'origen dualista que considerava el món material com a creació del Mal. Aquest moviment es va desenvolupar especialment al Llenguadoc, però va tenir ramificacions a la Catalunya del Nord, a l'Alt Urgell i al Pallars. Malgrat de no arrelar-hi de forma massiva, hi ha constància de la seva presència i de certes actuacions repressives per part de les autoritats eclesiàstiques i civils. A diferència d'altres regions, però, la resposta catalana fou més jurídica i administrativa que militar.
Un altre moviment amb presència a l'àmbit català va ser el valdès (vaudois en francès), originat a la ciutat de Lió cap a l'any 1173, quan el mercader Pere Valdès va començar a predicar un retorn a la pobresa evangèlica i a l'esperit original del cristianisme, imitant el model de vida dels apòstols. Els seus seguidors, coneguts com a «valdesos» o «pobres de Lió», van anar estenent-se ràpidament per l'àrea alpina i pirinenca, sovint actuant en contextos rurals o de difícil control eclesiàstic. Els valdesos defensaven que qualsevol cristià —home o dona— havia de poder predicar l'Evangeli, llegir les Escriptures en llengua vernacla i viure sense possessions, cosa que xocava frontalment amb la jerarquia eclesiàstica.
A Catalunya, hi ha constància de grups valdesos actius a la Ribagorça, la vall de Boí i altres zones del vessant sud dels Pirineus durant els segles XIII i XIV. Sovint es tractava de comunitats petites i itinerants que es movien entre el territori català i l'occità, aprofitant els passos de muntanya per fugir de la persecució. Es van anar establint en entorns rurals aïllats, on mantenien pràctiques religioses al marge de l'església oficial. En alguns casos, les autoritats episcopals catalanes van iniciar processos contra individus sospitosos de predicar sense llicència o de rebutjar els sagraments, tot i que la repressió va ser menys sistemàtica que en altres regions. El concili de Verona, l'any 1184, va acabar condemnant el moviment com a herètic, equiparant-lo a altres formes de dissidència.
També van establir-se a terres catalanes altres formes de religiositat no institucionalitzada, com la dels beguins (beguines i begards), moviments laics de vida devota i comunitària que van començar a sorgir a les ciutats dels Països Baixos i del nord de França al segle XIII, i que van anar trobant certa implantació en ambients urbans catalans, especialment a Barcelona, Girona i Lleida. Es tractava d'homes i dones que vivien en comunitat sense pronunciar vots monàstics, dedicant-se a la pregària, la caritat i el treball, sovint sota inspiració franciscana. Tot i que en alguns contextos es podien tolerar, sovint despertaven sospites per actuar fora del control dels ordes religiosos reconeguts i per promoure pràctiques pietoses al marge de la jerarquia eclesiàstica. A mitjan segle XIV, el bisbe Galceran Sacosta va ordenar una investigació contra un grup de beguines i begards a Lleida, acusats de transmetre doctrines pròximes al moviment del Lliure Esperit, motiu pel qual alguns dels seus membres van acabar sent detinguts o obligats a dissoldre les seves comunitats
En aquest període, però, no es consolidà cap estructura inquisitorial estable a Catalunya. La repressió de l'heretgia va ser competència habitual dels bisbes mitjançant l'anomenada inquisició episcopal, tot i que en ocasions puntuals el papa podia enviar inquisidors delegats, principalment dominics, per intervenir-hi.

### La inquisició abans del Tribunal del Sant Ofici

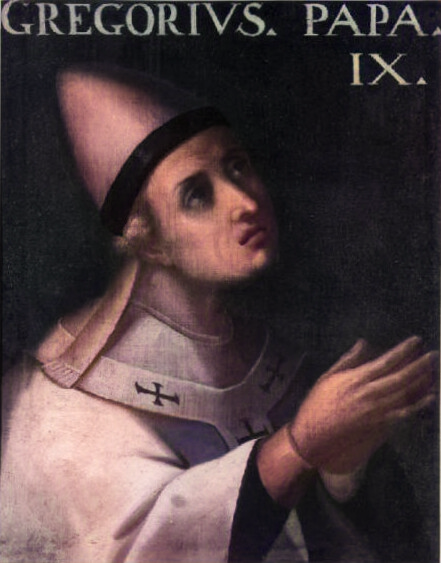
El papa Gregori IX

Abans de la instauració del Tribunal del Sant Ofici a la Corona d'Aragó el 1487, la repressió de l'heretgia ja s'havia desenvolupat a través de diversos mecanismes institucionals. Els bisbes disposaven de competències per actuar contra les dissidències dins les seves diòcesis, d'acord amb el dret canònic, i aquesta funció —coneguda com a inquisició episcopal— va tenir un paper rellevant a Catalunya durant el segle XIII. A través de visites pastorals, sínodes o procediments judicials, es podien iniciar investigacions i imposar penes contra persones acusades d'heretgia.
Al capdavall, el 1231, el papa Gregori IX va impulsar un nou model d'inquisició, de caràcter pontifici, que confiava aquestes funcions a membres dels ordes mendicants, sobretot dominics. De fet, va ser Jaume I qui va permetre l'establiment de la inquisició medieval a Catalunya l'any 1233, després de l'impuls del papa, tot i que amb reticències i limitacions. El papa volia una inquisició activa als territoris de la Corona d'Aragó per combatre les heretgies, especialment el catarisme, que encara tenia presència al sud de França i havia deixat empremta a terres catalanes.
Tot i ser un rei profundament religiós, Jaume I no va cedir plenament el control als inquisidors, i va limitar-ne el poder per protegir les prerrogatives reials. Va concedir-los autorització per actuar, però subjectes al control reial. Aquesta col·laboració vigilada va marcar el model català de la Inquisició en època medieval, molt diferent del que seria més endavant la Inquisició moderna o hispànica, controlada per la monarquia castellana a partir del 1478. Per tant, la instauració formal a Catalunya va començar el 1233, però amb resistències locals i un control estricte del poder reial, cosa que va fer que el seu desplegament fos limitat i intermitent fins ben entrat el segle XIV. Amb tot, la seva implantació a Catalunya fou irregular i sovint va coexistir amb la inquisició episcopal, generant una col·laboració o fins i tot una certa competència entre ambdós poders.

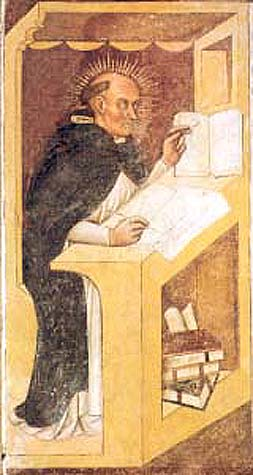
Raimon de Penyafort, Mestre de l'Orde dels Predicadors (1238-1240)

Un dels personatges clau en aquest període fou Raimon de Penyafort, dominic i jurista, nascut a Santa Margarida i els Monjos, que va exercir una influència fonamental en la codificació del dret canònic. Com a confessor del papa Gregori IX, va redactar el Liber extra, una col·lecció de decrets pontificis que incloïa normes per perseguir l'heretgia. Va impulsar també la creació de manuals per a confessors i inquisidors, amb l'objectiu de garantir una actuació més sistemàtica i coherent. La seva obra va servir com a base doctrinal per a l'acció inquisitorial posterior, i es va vincular estretament a l'estratègia de control de la dissidència religiosa a través de la predicació, la conversió i —quan fallaven aquests mètodes— la repressió.
En aquest context, les autoritats locals —municipals o senyorials— també hi van tenir un paper rellevant. Els consells urbans, els oficials reials i els senyors jurisdiccionals podien col·laborar activament amb els bisbes o els inquisidors pontificis facilitant informació, detenint sospitosos o proporcionant recursos per a les investigacions. Aquesta cooperació es manifestava, per exemple, en la cessió d'espais per als interrogatoris, el manteniment de presons o la custòdia dels béns confiscats als acusats. A ciutats com Barcelona, Girona, Vic o Lleida es documenta la participació directa de les institucions municipals en processos contra heretges o en la vigilància de grups sospitosos, com ara beguins, valdesos o «usurers jueus» batejats recentment.
En molts casos, els mateixos òrgans de govern urbà actuaven per iniciativa pròpia davant comportaments considerats dissidents, especialment si podien alterar la pau pública o qüestionar l'autoritat moral de l'Església. En alguns municipis, com a Vic, els jurats organitzaren escorcolls i elaboraren llistes de persones sospitoses d'heretgia, que després remetien al bisbat. A Lleida, el capítol catedralici i els poders civils van col·laborar en la persecució de beguines durant el segle xiv, reforçant així el vincle entre religió i govern local. Aquesta implicació responia tant a motius religiosos com a la voluntat de mantenir l'ordre públic, defensar la reputació de la ciutat i evitar conflictes confessionals dins la comunitat.

## Implantació de la Inquisició a Catalunya (1478–1487)

### Creació del Tribunal del Sant Ofici pels Reis Catòlics

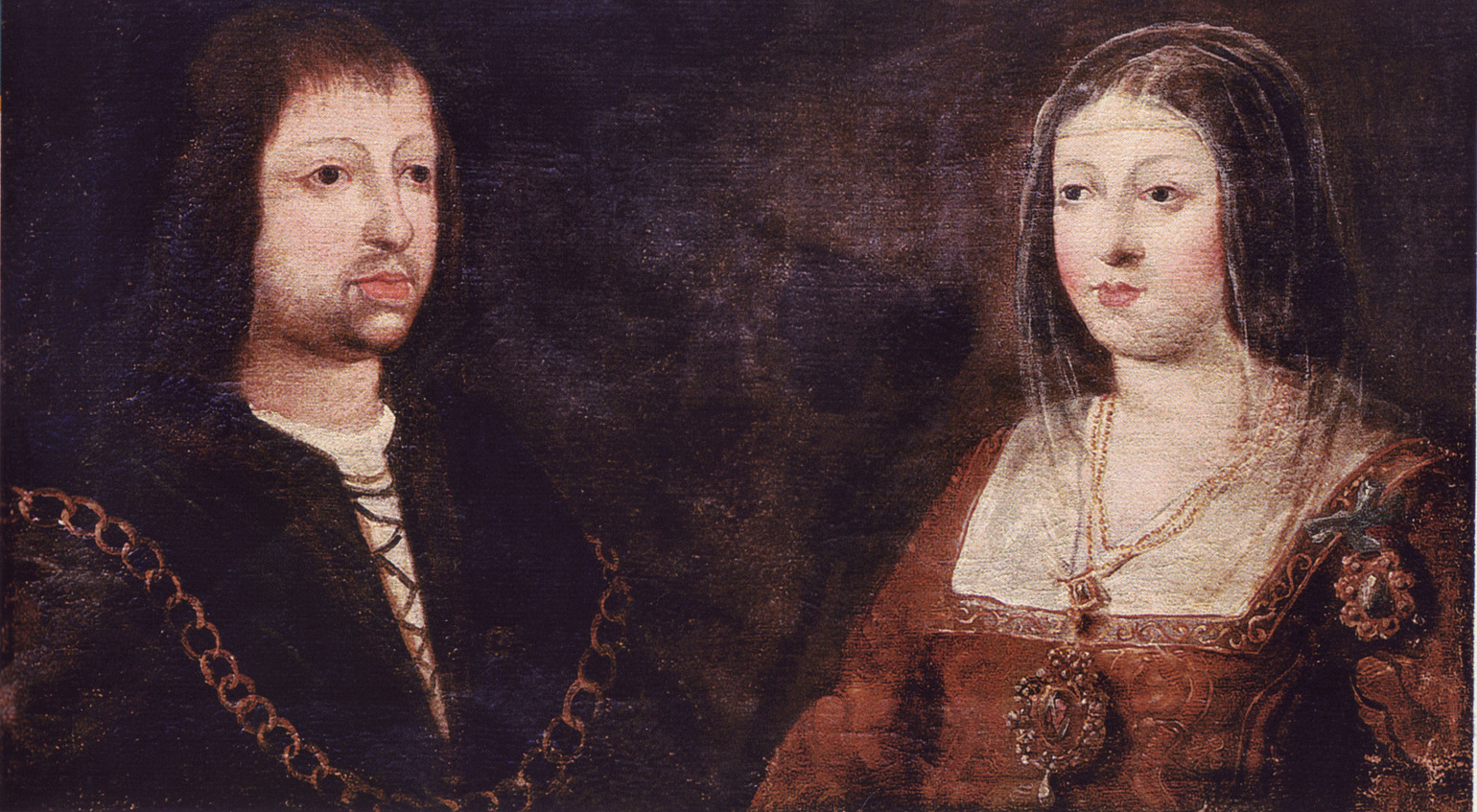
Els Reis Catòlics, Ferran i Isabel

L'any 1478, els Reis Catòlics van obtenir del papa Sixt IV la butlla Exigit sincerae devotionis, que els atorgava el dret d'establir un tribunal d'inquisidors en els seus regnes per perseguir heretges i falsos conversos. La gran novetat del nou tribunal va ser que els inquisidors no depenien directament del papa sinó del rei, que era qui els nomenava, de manera que la nova institució esdevenia un instrument polític en mans dels monarques. Així es va crear el que es coneix com a Inquisició moderna o Tribunal del Sant Ofici, una institució amb caràcter estatal però autoritat eclesiàstica, concebuda per reforçar la uniformitat religiosa dins la monarquia i evitar el suposat perill de relapses entre els nous conversos d'origen jueu, acusats sovint de continuar practicant el judaisme en secret.

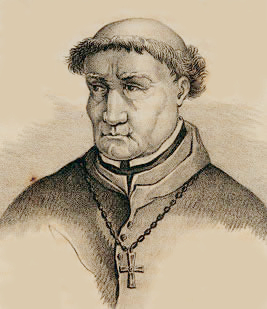
Tomàs de Torquemada, Inquisidor general (1485-1498)

Des del començament, Ferra el Catòlic va maldar per obtenir a la Corona d'Aragó les mateixes facultats de control sobre la Inquisició que li havien estat concedides a Castella. El desembre de 1481, Ferran va nomenar dos inquisidors Cristòfol de Gualbes i Joan Orts per a substituir a València els representants de la vella Inquisició medieval. Tanmateix, la Corona d'Aragó no tenia aquestes atribucions, cosa que va obligar al papa Sixt IV d'expedir la butlla Gregis Dominici a fi de rectificar les decisions del rei Ferran i restaurar la Inquisició medieval. Finalment, després d'una dura batalla diplomàtica, l'oposició del papa va ser vençuda. L'any 1483, Tomàs de Torquemada va ser nomenat inquisidor general tant de Castella com d'Aragó, cosa que va suposar la consolidació efectiva de la inquisició moderna espanyola.
Els primers tribunals es van implantar a Castella, inicialment a Sevilla i Còrdova, amb un ampli suport institucional. Tanmateix, la introducció del Tribunal a la Corona d'Aragó —i concretament a Catalunya— no es va produir fins gairebé una dècada després. Aquesta demora es va deure tant a la major autonomia jurídica dels territoris de la Corona com a la resistència de les institucions catalanes, que consideraven la nova inquisició una intromissió en les seves prerrogatives i un trencament amb les formes tradicionals de justícia i control eclesiàstic.

### Resistències a Catalunya: oposició de les institucions catalanes
A Catalunya, la instauració del Tribunal va topar amb una resistència notable. Les institucions pròpies, com la Diputació del General i el Consell de Cent de Barcelona, defensaven amb fermesa les seves competències jurídiques i fiscals. Aquests organismes consideraven que la nova institució vulnerava els drets i privilegis del país, atès que el tribunal no es regia pel dret català ni depenia de les autoritats locals, sinó que actuava com un cos autònom i exempt de control. El sistema judicial català, basat en les constitucions i costums del Principat, no admetia un tribunal extraordinari que escapés als mecanismes de control tradicional, com la qüestió de dret, la inhibició de causes o el recurs a la cort reial o a les Corts Generals.
A l'oposició jurídica, s'hi sumava la preocupació política: la creació del tribunal es percebia com una eina al servei de la monarquia per reforçar el seu poder en detriment dels furs i constitucions del Principat. Aquesta percepció va generar una forta tensió entre els representants locals i els agents del rei. La Inquisició es veia com un instrument de recentralització, capaç d'erosionar la sobirania compartida que caracteritzava les institucions catalanes. Aquesta tensió va ser especialment visible en les protestes i memorials que la Diputació del General i altres institucions van fer arribar als monarques durant la dècada de 1480, en què es denunciava no només la inconstitucionalitat del tribunal, sinó també els abusos comesos pels inquisidors en matèria de confiscació de béns o d'empresonament arbitrari.

### Casos destacats de conflicte institucional
Les tensions es van fer especialment evidents a partir de 1484, quan els Reis Catòlics van nomenar els primers inquisidors per a Catalunya. El 10 d'octubre d'aquell any, Ferran II va designar el dominic Gaspar Juglar, canonge de Girona, i Joan de Soldevila, abat de Sant Feliu de Guíxols, com a inquisidors del Principat. Aquest nomenament va ser rebut amb una oposició frontal per part de les institucions catalanes. El Consell de Cent de Barcelona es va negar a reconèixer la seva autoritat, argumentant que no havien estat nomenats segons els procediments habituals del dret català. La Diputació del General, per la seva banda, va elevar als monarques diversos memorials i informes, denunciant la il·legalitat del procediment, la manca de garanties processals i la vulneració de les constitucions del país.
L'any 1485, les protestes a Aragó van culminar amb l'assassinat de l'inquisidor Pedro de Arbués. A València el braç militar va pledejar per evitar la introducció del Sant Ofici i, a Catalunya, el Consell de Cent, la Generalitat i la cúria episcopal barcelonina va mantenir fins al 1487 una dura pugna amb la Corona per evitar-ne la introducció. Fet i fet, el Sant Ofici era vist com un instrument de poder monàrquic, amb uns procediments que atemptaven contra les constitucions del país.
A Barcelona, l'intent dels inquisidors d'actuar contra alguns conversos sospitosos de practicar rituals jueus va derivar en protestes populars. El clima de tensió va anar en augment: es va produir una forta campanya de resistència institucional i social contra l'actuació del tribunal. Els jurats municipals van impedir l'accés dels inquisidors a documentació oficial i arxius municipals, i alguns oficials locals van desatendre les ordres d'arrest o de confiscació de béns emeses pel tribunal. En aquest context, els inquisidors no van poder exercir les seves funcions amb normalitat, i el tribunal es va mantenir inactiu a Catalunya durant diversos anys.
El ressò d'aquesta resistència va arribar a la Santa Seu a través de la recepció de queixes sobre l'actuació del tribunal. Davant l'evidència del conflicte, va limitar temporalment els seus poders a la Corona d'Aragó. Per aquest motiu, no seria fins al 1487 que la Inquisició es va implantar de manera efectiva a Catalunya, gràcies a una nova tongada d'inquisidors, al reforç del poder reial i a la repressió de les resistències institucionals.

### Instauració efectiva de la Inquisició
Malgrat aquestes resistències, el poder reial va acabar imposant el tribunal. L'any 1487 es considera el moment de la instauració efectiva de la Inquisició a Catalunya, amb la creació formal del Tribunal del Sant Ofici a Barcelona. El febrer de 1486, el rei Catòlic va obtenir del nou papa Innocenci VIII un escrit pel qual eren destituïts tots els inquisidors que tenien comissions papals a la Corona d'Aragó i, l'any següent, va nomenar fra Alfonso de Espina i Sancho Martín com a inquisidors del Tribunal de Barcelona. El 14 de desembre d'aquell 1487, la nova Inquisició va realitzar a la capital catalana el seu primer acte públic: una processó de penitenciats que van ser reconciliats a la fe catòlica en acte de fe celebrat a la plaça del Rei.
Tanmateix, l'oposició al Sant Ofici no va minvar. A cadascuna de les convocatòries de les Corts, els braços catalans presentaven queixes contra les actuacions del tribunal i propostes per ajustar-ne el funcionalment a les lleis pròpies. Així, es demanava que els inquisidors juressin les constitucions de Catalunya, que la jurisdicció del tribunal fos limitada a matèries de la fe o que se suprimissin els privilegis dels familiars del Sant Ofici. Comptat i debatut, el xoc entre la Inquisició i les institucions catalanes es va perllongar també durant la dinastia dels Àustries al segle xvi.
Amb tot, l'efectivitat de la instauració de la inquisició es va veure reforçada per diverses mesures de pressió política i administrativa. Es van prohibir els obstacles institucionals a la seva actuació, i es va reforçar l'autoritat inquisitorial amb privilegis com l'exempció de la jurisdicció ordinària o el dret a requisar béns. Els primers processos van anar dirigits sobretot contra conversos jueus, però també es van estendre aviat a altres col·lectius, com els moriscos i certs grups acusats d'heretgia o pràctiques supersticioses.
A partir d'aquest moment, la Inquisició moderna va començar a actuar amb regularitat al Principat, consolidant una nova eina de control religiós i polític. Tot i mantenir una aparença eclesiàstica, el tribunal responia clarament als interessos centralitzadors de la monarquia hispànica, amb l'objectiu de reforçar la uniformitat religiosa i la cohesió del regne. Aquesta nova institució, que operava al marge del dret català i amb una jurisdicció pròpia, es va convertir progressivament en una presència constant dins la vida institucional i social catalana fins al segle xix.

## Funcionament del Tribunal de la Inquisició a Catalunya

### Organització
El Tribunal del Sant Ofici a Catalunya es va estructurar a partir de la segona meitat del segle XV seguint el model castellà, però adaptant-se progressivament a les característiques administratives i socials del Principat. La seva seu principal s'establí a Barcelona, tot i que podia actuar en altres ciutats mitjançant inquisidors itinerants o comissaris locals.
El personal del tribunal s'organitzava en diferents graus de responsabilitat. Al capdavant hi havia un o dos inquisidors principals, generalment membres d'ordes religiosos com els dominics o els franciscans, que actuaven en nom del papa i del rei. Els acompanyava un fiscal, encarregat de la instrucció i l'acusació dels casos; un notari del secret, que registrava les declaracions i custodiava els documents; i un alguatzil, responsable de les detencions i la custòdia dels acusats.
A més, s'hi comptava amb una xarxa de familiars i comissaris inquisitorials escampats per diferents localitats del territori. Els familiars eren col·laboradors laics que podien ajudar a recollir informació, identificar sospitosos o actuar com a testimonis. Els comissaris, sovint membres del clergat local, tenien funcions més formals: podien citar persones, practicar interrogatoris preliminars o recollir denúncies.

### El procediment judicial i casos
El procés s'iniciava amb la publicació de l'edicte de fe, un document llegit públicament que convocava els fidels a denunciar pràctiques herètiques o sospitoses. Aquest edicte establia també un període breu conegut com a gràcia temporal, durant el qual les persones podien confessar espontàniament sense patir càstigs greus. Un cop rebuda una denúncia o confessió, el fiscal iniciava la investigació i instrucció del cas. Els acusats podien ser detinguts preventivament i empresonats durant mesos o anys abans del judici. Durant aquesta fase, no se'ls informava amb detall de les acusacions ni dels noms dels seus delators, fet que afavoria la indefensió.
Els interrogatoris podien incloure l'ús de la tortura, autoritzada per obtenir confessions o confirmar proves, malgrat els límits formals imposats per l'Església. El procés es desenvolupava en secret, i l'acusat no disposava d'un defensor. En fases posteriors podia demanar el nom dels enemics, un procediment que permetia impugnar testimonis si demostrava enemistat manifesta, amb una efectivitat molt limitada.
Un cop conclòs el procés, es dictava sentència i se celebrava l'acte de fe, un acte públic de penitència on es llegien les condemnes. Les penes podien variar segons la gravetat: des de multes, penitències públiques o confiscació de béns fins a reclusió, flagel·lació o lliurament al braç secular (autoritat civil), que aplicava la pena de mort en casos de relapse o d'heretgia persistent.
Els béns dels condemnats sovint eren confiscats, fet que generava crítiques recurrents, ja que el tribunal podia beneficiar-se'n econòmicament. Aquesta pràctica va contribuir a crear una atmosfera de por i silenci, i a consolidar la funció del tribunal com a eina de control social i ideològic.
Durant les primeres dècades d'activitat de la Inquisició a Catalunya, el tribunal va centrar els seus esforços a processar conversos d'origen jueu. Se'ls solia acusar de conservar pràctiques i creences pròpies del judaisme malgrat haver rebut el baptisme. Aquest fenomen, conegut com a criptojudaisme, va esdevenir la principal preocupació del Tribunal, que acostumava a considerar aquest col·lectiu especialment sospitós. Amb el pas dels anys, el ventall de delictes perseguits pel tribunal es va anar ampliant. A partir del segle XVI, la Inquisició va començar a processar també moriscos, protestants, persones acusades de bigàmia o blasfèmia, i individus que llegien o posseïen llibres prohibits segons els índexs inquisitorials.
Els acusats solien pertànyer a les capes populars de les ciutats, tot i que també s'hi van veure implicats comerciants, notaris i artesans. Les dones apareixien amb menys freqüència entre els processats, excepte en aquells casos vinculats amb la màgia, les supersticions o les pràctiques considerades desviades. Els delictes imputats no sempre s'ajustaven a una definició estricta d'heretgia, sinó que sovint feien referència a qualsevol conducta que s'allunyés de l'ortodòxia establerta per l'Església i validada pel poder inquisitorial.

## La Inquisició a Catalunya entre els segles XV-XIX

### Segles XV–XVI: consolidació i persecució de conversos

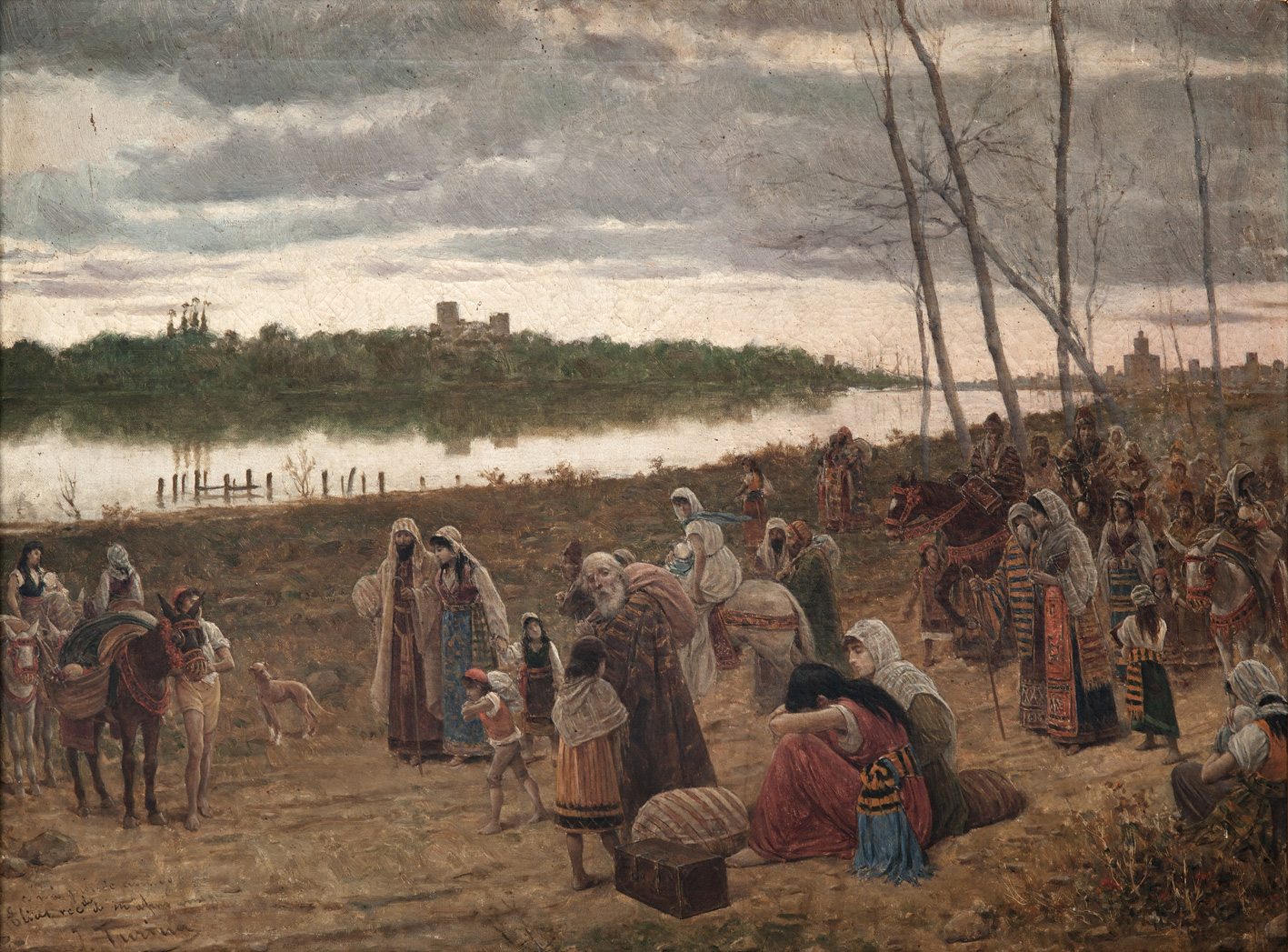
Expulsió dels jueus de Sevilla, obra de Joaquín Turina

Després que s'hagués implantat de manera formal la Inquisició a Catalunya l'any 1487, el tribunal va començar a centrar-se principalment en la vigilància dels conversos d'origen jueu, especialment en aquelles ciutats on aquests col·lectius s'havien establert amb més força, com Barcelona, Girona o Tortosa. Els primers processos van perseguir pràctiques clandestines de criptojudaisme, com ara la celebració del sàbat, el dejuni del Yom Kippur o la lectura de textos en hebreu. A partir de 1492, coincidint amb l'expulsió dels jueus dels regnes hispànics, les sospites vers aquells que s'havien convertit es van veure incrementades, ja que molts d'ells continuaven practicant ritus jueus en secret. En aquest context, el Tribunal va passar a consolidar-se com una eina de control social, ideològic i religiós, reforçada pel suport dels corregidors reials i per la centralització del poder monàrquic.
Durant el segle XVI, ja sota el regnat dels Àustries, l'activitat inquisitorial es va intensificar, i van començar a ampliar-se els objectius repressius del tribunal. A banda del criptojudaisme, també van perseguir-se altres formes d'heretgia o conductes desviades, com la blasfèmia, la bigàmia o la lectura de llibres prohibits, fet que va contribuir a l'extensió del seu poder i a la por social davant possibles denúncies.
En l'àmbit polític, van continuar les topades entre la Inquisició i les institucions catalanes. Així, a començament de 1528, es trobava oberta una causa contra la Generalitat al Tribunal de Barcelona perquè aquesta no va voler pagar a la Inquisició les pensions d'uns censals que anteriorment rebia Gabriel Miró, un metge barcelonès condemnat per heretgia. Molt més forta va ser la col·lisió de l'any 1532, quan l'inquisidor Fernando de Lloaces va empresonar un gran nombre de barcelonins sota l'acusació de blasfèmia. Diferents teòlegs, juristes i el bisbe de Barcelona van dictaminar que l'inquisidor s'havia excedit en les seves competències, per la qual cosa van encetar un procés contra Lloaces. Al capdavall, la Corona es va convertir en àrbitre i va aconseguir sobreseure el cas per les dues parts. Uns anys més tard, el 1568, es va produir noves tensions per la negativa dels inquisidors i dels familiars del Sant Ofici a pagar els impostos a la Generalitat. Tot plegat, va desfermar un nou acarament institucional. Els inquisidors Padilla i Zurita van acabar excomunicant els diputats i oïdors de la Generalitat, alhora que empresonaven el diputat militar Andreu Ferrer. Per resoldre el conflicte, la intervenció reial va imposar una concòrdia que limitava el nombre de familiars del Sant Ofici i les seves competències. Tanmateix, la qüestió de fons -el xoc de jurisdiccions- no es va resoldre mai.

### Segle XVII: repressió d'heretgies i supersticions
Durant el segle XVII, l'acció de la Inquisició es va diversificar. Encara que el criptojudaisme va continuar essent un focus d'atenció, el nombre de conversos sospitosos s'havia reduït, i el tribunal va començar a dirigir la seva acció cap a altres pràctiques considerades herètiques o desviades. Es van haver d'instruir processos contra persones acusades de seguir doctrines protestants, especialment en el context de la Reforma i la Contrareforma. Altrament, la Inquisició va començar a perseguir la bigàmia, la lectura d'obres censurades, l'ús de fórmules màgiques i diverses supersticions populars. Alguns casos destacats van haver d'afectar dones acusades de practicar màgia o encanteris, tot i que la major part dels processos per bruixeria es van haver d'instruir des de la justícia civil, i no pas inquisitorial. L'activitat del tribunal va continuar mantenint un nivell regular al llarg del segle. Es van dur a terme visites de districte, sermons de fe i actes de fe públics, que tenien com a objectiu oferir un càstig exemplar i reforçar l'ortodòxia catòlica mitjançant la visibilització de la repressió religiosa.

### Segles XVIII i XIX: de la decadència a l'abolició definitiva

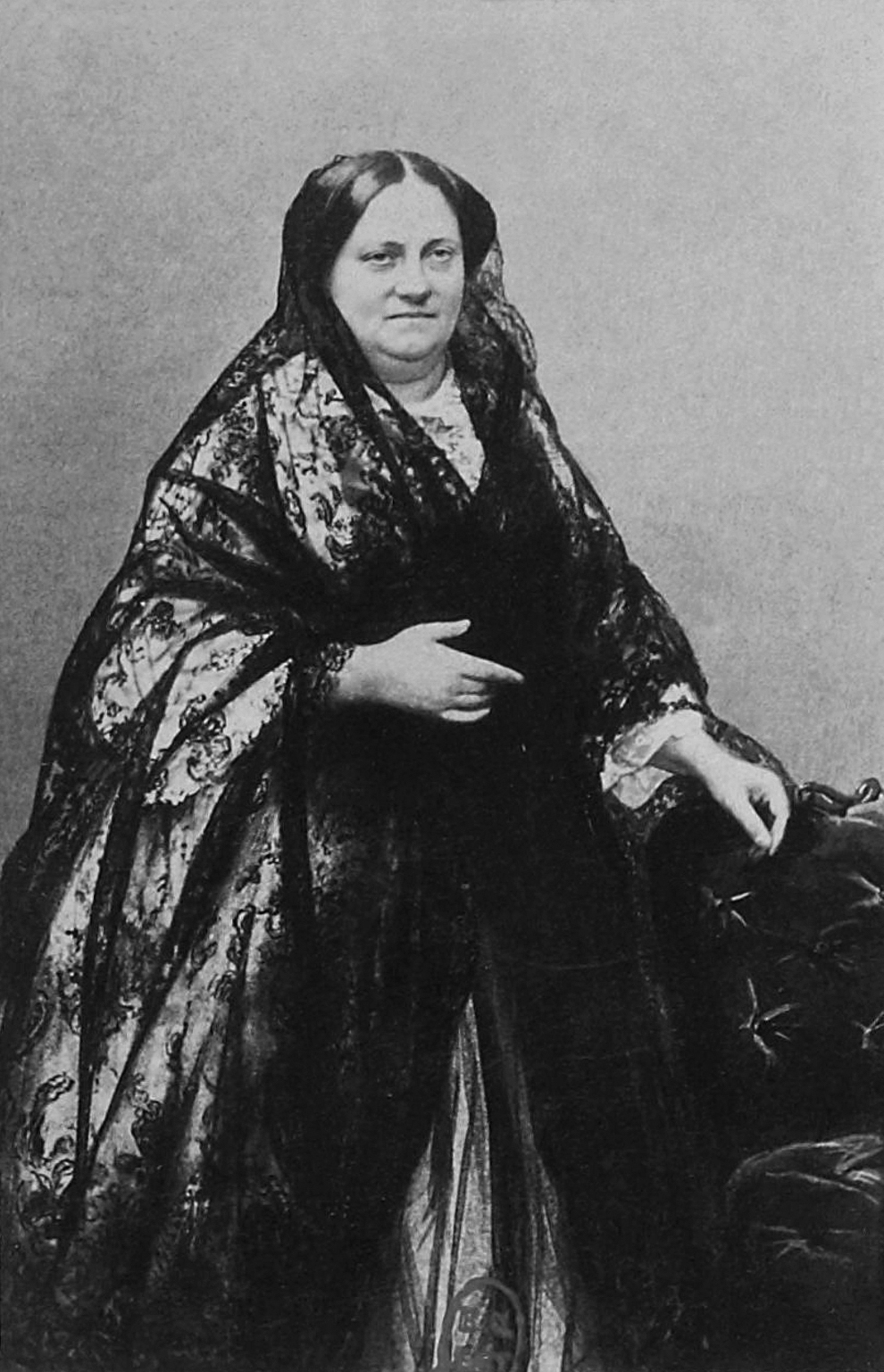
Maria Cristina, reina regent. Sota el seu regnat va abolir-se definitivament el Tribunal del Sant Ofici el 1834.

Al llarg del segle XVIII, la Inquisició va començar a perdre progressivament influència a Catalunya i a la resta de la monarquia hispànica. El pensament il·lustrat, la centralització borbònica i els canvis socials associats a una nova cultura política van afeblir el paper del Tribunal, que es va anar convertint en una institució més formal que efectiva. Així, els processos es van haver de fer més escassos i burocratitzats, i es van centrar sovint en delictes menors com ara la lectura de llibres prohibits o casos puntuals de blasfèmia. La repressió de les grans heretgies o desviacions doctrinals va anar desapareixent del seu àmbit d'actuació. L'últim cas rellevant que es va conèixer al territori català va ser el de Maria Pujol, coneguda com la Napa o la Nena de Prats, condemnada a mort per bruixeria el 1767 a Prats de Lluçanès. Tot i que aquest procés no va ser instruït directament pel Tribunal del Sant Ofici, sinó per la justícia ordinària, simbolitza el final de les persecucions religioses a Catalunya.
Amb la Guerra del Francès i els primers decrets del govern liberal de José Bonaparte, la Inquisició va ser abolida per primera vegada el 1808. Aquella abolició, però, no seria la definitiva. Després d'una breu restauració de la Inquisició l'any 1814, un cop Ferran VII va retornar al poder, la institució va entrar en una etapa agònica. El seu funcionament es va veure reduït a una activitat gairebé simbòlica i estrictament administrativa, sense capacitat de repressió efectiva ni suport social o polític. La progressiva implantació del pensament liberal i del constitucionalisme modern va promoure una crítica frontal a la Inquisició, que es va començar a considerar una relíquia arcaica de l'Antic Règim.
Finalment, el 15 de juliol de 1834, la regent Maria Cristina, actuant en nom de la reina Isabel II, va decretar l'abolició definitiva del Tribunal del Sant Ofici a tot l'Estat espanyol. Aquest decret va posar fi a gairebé tres segles d'inquisició, tot i que el record de la seva actuació va continuar formant part del patrimoni memorial i històric del país.

### Programes de ràdio
- En guàrdia! 3cat: La Inquisició a Catalunya
- En guàrdia! 3cat: La Inquisició sota Ferran II
- En guàrdia! 3cat: La cacera de bruixes a Catalunya
- Font de Misteris: Astrologia i Inquisició
- Sèrie 3cat L'última bruixa

### Programes de televisió
- Bruixes, la gran mentida. Sense ficció, TV3 (2022)
- La secreta Inquisició. Cronos, TV3